# NGC 270
NGC 270 es una galaxia espiral de la constelación de Cetus. 
Fue descubierta el 10 de diciembre de 1798 por el astrónomo William Herschel.